# Une
Une – miasto w Kolumbii, w departamencie Cundinamarca.